# سیارک ۸۰۵۰
سیارک ۸۰۵۰ (به انگلیسی: 8050 Beishida، نامگذاری:1996ST) هشت هزار و پنجاهمین سیارک کشف شده‌است که در ۱۸ سپتامبر ۱۹۹۶ کشف شد.
قدر مطلق سیارک برابر ۱۵٫۷۰ است.